# Re-love
『Re-love』（リラブ）は、シンガーソングライター北野政則がM□K SounDs名義でリリースした4枚目のアルバム。ミニアルバム『Eternal Bond』と同時リリースされた。発売は2003年8月。規格No.GICD0001。

## 概要
オリジナルアルバムとしては前作「self-satisfied〜３度目の爆発〜」から2年5ヶ月ぶりにリリースされた。初めてCD-Rでリリースされた。

## 録音
前作まで使用していたPlayStation用ソフト『音楽ツクールかなでーる2』は使用しなくなり、初めて株式会社インターネットのsinger song writer 6.0でアレンジ、録音がされた。

## 収録曲
作詞:北野政則(#1~10)、小室哲哉(#9)
作曲:北野政則(#1~8,10,11)、小室哲哉(#9)
全編曲:北野政則
1. started history
2. alone(case-1)
3. alone(cace-2)
2曲目と3曲目には曲間がなくフェイドアウト、フェイドインで曲がつながっている。
4. Just keep on loving!
5. 2 young stories
『Eternal Bond』収録の『2 young stories-eb』とはアレンジと一部の歌詞が異なる。
6. 蛇口
7. Destiny
8. Re-love
9. 10 years after(RTK MIX)
TM NETWORK『10 years after』のカバー曲。
最後のサビで北野本人が10年後の自分へ手紙を綴る体で新しく作詞をしている。
10. I wanna．．．
11. Deeply sea
インスト曲

| 北野政則 アルバム 年表                                                                     | 北野政則 アルバム 年表        |                  |
| ------------------------------------------------------------------------------------------ | ----------------------------- | ---------------- |
| \| "M" favorite 系 SounDs (2001年) \| Re-love Eternal Bond (2003年) \| PNK×PNK (2005年) \| |                               |                  |
| "M" favorite 系 SounDs (2001年)                                                            | Re-love Eternal Bond (2003年) | PNK×PNK (2005年) |